# Lilou (breakdancer)
Lilou, né le 18 avril 1984 à Vaulx-en-Velin et également connu sous le pseudonyme B-boy Lilou est un danseur de hip-hop et breakdancer.
Il est l'un des danseurs de hip-hop les plus titrés du monde et est considéré comme une légende du breakdance,,.
En 2003, il est, avec Brahim Zaibat et les autres membres du Pockemon Crew, champion du monde de Breakdance au Battle of the Year, la plus grande compétition mondiale de Breakdance.
En 2005 et 2009, il remporte à deux reprises le Red Bull BC One, il est l'un des trois seuls breakdancers à avoir été sacré au moins deux fois vainqueur de cette compétition majeure.

## Biographie
Ali Ramdani, connu sous le pseudonyme de Lilou, est né et a grandi dans la banlieue de Lyon, il a découvert le hip-hop à l'âge de 12 ans.
Il est ceinture noire de Kung Fu depuis l'âge de seize ans.

## Carrière
Lilou a remporté de nombreux prix internationaux, tant avec son groupe le Pockemon Crew qu'en tant que danseur solo.
Outre le Battle of the Year en 2003 et le Red Bull BC One en 2005 et 2009, il a remporté le prix Chief Rocka aux UK Bboy Championships, le KB B-Boy World Masters à Séoul en Corée, et de l'International B-Boy Game en Italie.
En 2006, Lilou a été intégré en tant que personnage du jeu vidéo B-Boy publié par l'éditeur FreeStyleGames sur PlayStation 2 et PlayStation Portable.
En 2008, Lilou a tenu le rôle d'un danseur-monstre pour le clip Midnight Madness des Chemical Brothers. Il apparaît également dans le film StreetDance 2.
En 2012, il intègre le tournée The MDNA Tour de Madonna en tant que danseur et chorégraphe et se produit avec elle sur la scène du Super Bowl XLVI.
En 2014, il est devenu le vainqueur du tournoi Undisputed.
Il œuvre depuis des années à la promotion du breakdance auprès du grand public. Il se félicite de l'arrivée de la discipline aux Jeux olympiques d'été de 2024. Selon lui, « les JO sont une belle opportunité à saisir »,.

## Palmarès
- 2003 Vainqueur du Battle of the Year France, avec le Pockemon Crew
- 2003 Vainqueur du Battle of the Year International, avec le Pockemon Crew
- 2004 Vainqueur du Freestyle Session Europe, avec le Pockemon Crew
- 2005 Vainqueur du UK B-Boy Championship, Best Single Dancer, Solo à Londres
- 2005 Vainqueur du Red Bull BC One, Solo à Berlin
- 2005 Vainqueur du Chelles Battle Pro 8x8, avec le Pockemon Crew à Chelles
- 2006 Vainqueur du Bully Level Max, 2VS2, avec Brahim Zaibat
- 2006 Vainqueur du UK B-Boy Championship, Crew Battle, avec le Pockemon Crew à Londres
- 2007 Vainqueur du KB B-Boy World Masters à Séoul
- 2008 Vainqueur du International BBoy Game
- 2009 Vainqueur du Red Bull BC One, Solo à New York
- 2009 Vainqueur du Battle of the Year, Solo
- 2010 Vainqueur du Red Bull Beat It, Solo,
- 2012 Vainqueur du Cergy Original Floor, Solo
- 2014 Vainqueur du UK B-Boy Championship, Solo à Londres
- 2014 Vainqueur du Undisputed B-boy Series, Solo